# Rincão (ort)
Rincão är en ort i Brasilien.   Den ligger i kommunen Rincão och delstaten São Paulo, i den sydöstra delen av landet, 600 km söder om huvudstaden Brasília. Rincão ligger 536 meter över havet och antalet invånare är 10 414.
Terrängen runt Rincão är huvudsakligen platt, men söderut är den kuperad. Närmaste större samhälle är Américo Brasiliense, 15,6 km söder om Rincão.
Omgivningarna runt Rincão är huvudsakligen savann. Runt Rincão är det ganska glesbefolkat, med 50 invånare per kvadratkilometer.